# Raymond Braine
Raymond Ernest Michel Braine (ur. 28 kwietnia 1907 w Berchem w Antwerpii, zm. 25 grudnia 1978 tamże) – belgijski piłkarz występujący na pozycji napastnika, reprezentant Belgii w latach 1925–1939, olimpijczyk.

## Kariera klubowa
Grę w piłkę nożną rozpoczął w klubie Beerschot VAC. 11 lutego 1923 zadebiutował w nim w pierwszej lidze belgijskiej w przegranym 0:3 meczu z Daring Club Bruksela. W sezonie 1923/24 wywalczył z Beerschotem swój pierwszy w karierze tytuł mistrza Belgii. W latach 1925, 1926 i 1928 wywalczył z Beerschotem kolejne mistrzostwa kraju. W sezonach 1927/28 i 1928/29 został królem strzelców belgijskiej ligi (zdobył odpowiednio 35 i 30 goli).
Latem 1930 roku Braine przeszedł do czechosłowackiej Sparty Praga. W sezonach 1931/32 i 1935/36 wywalczył ze Spartą mistrzostwo Czechosłowacji. W 1935 roku zdobył ze Spartą Puchar Mitropa. W sezonach 1931/32 i 1933/34 zostawał królem strzelców czechosłowackiej ligi. W 1936 roku Braine wrócił do Beerschotu. W sezonach 1937/38 i 1938/39 wywalczył z Beerschotem swoje piąte i szóste mistrzostwo Belgii w karierze. W 1943 roku odszedł do klubu RCS La Forestoise. W 1944 roku zakończył w nim swoją karierę w wieku 36 lat.

### Statystyki kariery
| Sezon   | Klub              | Kraj           | Rozgrywki     | Mecze | Bramki |
| ------- | ----------------- | -------------- | ------------- | ----- | ------ |
| 1922/23 | Beerschot VAC     | Belgia         | Eerste klasse | 4     | 4      |
| 1923/24 | Beerschot VAC     | Belgia         | Eerste klasse | 7     | 2      |
| 1924/25 | Beerschot VAC     | Belgia         | Eerste klasse | 24    | 11     |
| 1925/26 | Beerschot VAC     | Belgia         | Eerste klasse | 26    | 25     |
| 1926/27 | Beerschot VAC     | Belgia         | Eerste klasse | 24    | 20     |
| 1927/28 | Beerschot VAC     | Belgia         | Eerste klasse | 18    | 25     |
| 1928/29 | Beerschot VAC     | Belgia         | Eerste klasse | 26    | 30     |
| 1929/30 | Beerschot VAC     | Belgia         | Eerste klasse | 13    | 14     |
| 1930/31 | Sparta Praga      | Czechosłowacja | I liga        | ?     | ?      |
| 1931/32 | Sparta Praga      | Czechosłowacja | I liga        | ?     | ?      |
| 1932/33 | Sparta Praga      | Czechosłowacja | I liga        | ?     | ?      |
| 1933/34 | Sparta Praga      | Czechosłowacja | I liga        | ?     | ?      |
| 1934/35 | Sparta Praga      | Czechosłowacja | I liga        | ?     | ?      |
| 1935/36 | Sparta Praga      | Czechosłowacja | I liga        | ?     | ?      |
| 1936/37 | Beerschot VAC     | Belgia         | Eerste klasse | 9     | 16     |
| 1937/38 | Beerschot VAC     | Belgia         | Eerste klasse | 24    | 23     |
| 1938/39 | Beerschot VAC     | Belgia         | Eerste klasse | 25    | 11     |
| 1939/40 | Beerschot VAC     | Belgia         | Eerste klasse | 8     | 4      |
| 1941/42 | Beerschot VAC     | Belgia         | Eerste klasse | 19    | 11     |
| 1942/43 | Beerschot VAC     | Belgia         | Eerste klasse | 28    | 4      |
| 1943/44 | RCS La Forestoise | Belgia         | Eerste klasse | 21    | 0      |

## Kariera reprezentacyjna
W reprezentacji Belgii Braine zadebiutował 15 maca 1925 roku w przegranym 0:1 meczu Coupe Van den Abeele z Holandią, rozegranym w Antwerpii. W 1928 roku zagrał na Igrzyskach Olimpijskich w Amsterdamie. W 1938 roku został powołany do kadry na Mistrzostwa Świata we Francji. Rozegrał na nich jeden mecz z Francją (1:3). Od 1925 do 1939 roku rozegrał w kadrze narodowej 54 mecze i strzelił w nich 26 bramek.

## Życie prywatne
Był bratem Pierre’a Braine’a, także piłkarza i reprezentanta kraju.

## Sukcesy

### Zespołowo
Beerschot VAC
- mistrzostwo Belgii: 1923/24, 1934/25, 1925/26, 1927/28, 1937/38, 1938/39

Sparta Praga
- mistrzostwo Czechosłowacji: 1931/32 i 1935/36
- Puchar Mitropa: 1935

### Indywidualnie
- król strzelców Eerste Klasse: 1927/28 (35 goli) 1928/29 (30 goli)
- król strzelców 1. asociační ligi: 1931/32 (16 goli), 1933/34 (18 goli)